# Kokomo (Indiana)
Kokomo ist eine City mit 59.604 Einwohnern (Stand: 2020) in Indiana.
Sie liegt 197 Kilometer südöstlich der Stadt Chicago, 80 Kilometer nördlich von Indianapolis, 72 Kilometer entfernt von der Stadt Muncie sowie 111 Kilometer entfernt von Fort Wayne und gehört zum Howard County.

## Geschichte

### Haynes-Apperson
Die Haynes-Apperson Company war einer der ersten US-amerikanischen Automobilhersteller, der erste in Indiana und von 1896 bis 1904 in Kokomo ansässig.

### Flut von 1913
Zwischen dem 21. und dem 26. März 1913 wurde Kokomo durch eine schwere Flut, die durch Regenfälle ausgelöst wurde, getroffen.

### Ku Klux Klan
In den 1920er Jahren war Indiana der Staat mit den meisten Mitgliedern in der rechten Terrorgruppe Ku Klux Klan. Man schätzt, dass zu dieser Zeit ein Drittel aller männlichen Weißen Indianas Mitglied im Klan war. Kokomo ging in die Geschichte ein, als die Stadt, die die größte Klan-Rally aller Zeiten beherbergte. Am 4. Juli 1923 nahmen zwischen 100.000 und 200.000 Menschen an dem Treffen der Mitglieder des Klans im Malfalfa Park teil.

### 1965 Tornado
Am 11. April 1965 wurde Kokomo von einem der 47 Tornados des Palm Sunday Outbreak heimgesucht. Einer der Tornados hatte die Kategorie F4 und tötete 25 Menschen in der Gegend. Die Stadt erlitt schwere Schäden.

### Änderung in der Automobilzuliefererindustrie
Die Ölkrise 1973 führte zu einem Rückgang der Automobil- und Automobilzuliefererindustrie, was auch deutliche Auswirkungen für Kokomo hatte. Delco Electronics und Delphi bauten über einen langen Zeitraum Arbeitsplätze ab. Dies betraf neben Anderson und Muncie auch Kokomo. Dieser Trend hielt bis in die 1980er Jahre an, bis die Wirtschaft sich durch Diversifikation erholte.

### Ryan White
Kokomo machte Negativschlagzeilen durch den Umgang mit Ryan White, einem Teenager, der sich wahrscheinlich durch verseuchte Blutspenden mit AIDS infiziert hatte. White wurde aus der Schule verbannt und musste sich in sie zurückklagen. In der Schule war er Beschimpfungen, Beleidigungen und etlichen Anfeindungen ausgesetzt. Seine Mutter wurde beim Einkaufen in der Stadt ebenfalls beleidigt und gemieden. Nachdem Reifen des Wagens der Familie zerstochen und das Haus mit Steinen beworfen worden war, zog die Familie um. Ryan starb 18-jährig.

## Einwohnerentwicklung
| Jahr | Einwohner¹ |
| ---- | ---------- |
| 1980 | 47.808     |
| 1990 | 44.996     |
| 2000 | 46.113     |
| 2010 | 45.468     |
| 2020 | 59.604     |

¹ 1980–2020: Volkszählungsergebnisse

## Universität
Die Universität von Indiana hat eine Dependance in Kokomo, die Indiana University Kokomo.

## Flughafen
Kokomo hat den Kokomo Municipality Airport.

## Söhne und Töchter der Stadt
- Elmer Otis Wooton (1865–1945), Botaniker
- Milton Kraus (1866–1942), Politiker
- Robert S. Richardson (1902–1981), Astronom und Science-Fiction-Autor
- Strother Martin (1919–1980), Schauspieler
- Elwood Hillis (1926–2023), Politiker
- Steve Kroft (* 1945), Journalist und langjähriger Korrespondent der Nachrichtensendung 60 Minutes
- James Ferguson (* 1949), Wasserballspieler
- Shawn Fain (* 1968), Gewerkschafter
- Ryan White (1971–1990), Aktivist gegen AIDS